# ALARM (安室奈美惠單曲)
《ALARM》（危險警告）是安室奈美惠以个人单独名义在2004年3月17日发行的第26张单曲。

## 簡介
- 2004年第1張單曲，以Copy ControlCD形式發售。
- 與前作《SO CRAZY》一樣，本作繼續成為Mandom「LUCIDO-L Prism Magic Hair Color」的廣告歌曲。
- 本作封面與PV的設計皆為黑白。
- 同年5月23日於東京灣NK大會堂「MTV Video Music Awards Japan 2004」作為表演歌手演唱《ALARM》，並獲得「Best R&B Video」、「Best buzzAsia from Japan」兩獎項。
- 以安室奈美惠個人單獨名義發行的唯一一張最高位置10位不入的單曲，中斷了其從出道單曲《太陽的SEASON》連續25張TOP 10單曲的記錄。2017年安室引退消息宣佈後，有日方歌迷主動聯絡唱片公司要求重新印製此單曲，並發動將此單曲送往TOP 10位置的計劃，鼓勵其他歌迷在11月13日的一週集中購買，務求在當週推高銷量。計劃如能成事，將會取代倉木麻衣成為連續最多單曲進入十大位置的女歌手。可惜歌迷努力下最終都只能把單曲送至14位，當週賣出6,808張。

## 收錄曲
1. ALARM
作詞：JUSME 作曲・編曲：MONK
2. STROBE
作詞：JUSME 作曲・編曲：MONK
3. ALARM (Instrumental)
4. STROBE (Instrumental)

## 相關DVD
- PV集『FILMOGRAPHY 2001-2005』

## 外部連結
- 安室奈美惠 avex Official web site（页面存档备份，存于）
- VISION FACTORY Artist Page（页面存档备份，存于）